# Torneo Cuadrangular Internacional de Clubes de la FBF
El Torneo Cuadrangular Internacional de Clubes de la FBF fue el primer torneo internacional de carácter amistoso que fue organizado en tierras bolivianas.
La organización estaba a cargo de la Federación Boliviana de Fútbol, y se invitaban a clubes extranjeros para participar en un torneo de sistema de eliminación directa o por grupos.

## Ediciones
| Año  | Campeón                       | Subcampeón    |
| ---- | ----------------------------- | ------------- |
| 1954 | The Strongest                 | Bolívar       |
| 1957 | Bolívar                       | Olimpia       |
| 1957 | Jorge Wilstermann             | San José      |
| 1958 | Club Atlético Rosario Central | The Strongest |
| 1959 | Estudiantes de La Plata       | The Strongest |